# Hammershøj (plaats)
Hammershøj is een plaats in de Deense regio Midden-Jutland, gemeente Viborg. De plaats telt 856 inwoners (2008).